# Microcharon thracicus
Microcharon thracicus är en kräftdjursart som beskrevs av Cvetkov 1965. Microcharon thracicus ingår i släktet Microcharon och familjen Microparasellidae. Inga underarter finns listade i Catalogue of Life.